# ابراهیم‌آباد (بردسکن)
ابراهیم‌آباد نام روستایی از توابع بخش انابد شهرستان بردسکن در استان خراسان رضوی است. این روستا در دهستان صحرا قرار دارد و براساس سرشماری سال ۱۳۸۵ جمعیت آن ۹۴۸ نفر (۲۳۷ خانوار) بوده است.